# بروس إم. رايت
بروس إم. رايت (بالإنجليزية: Bruce M. Wright)‏ هو عسكري أمريكي، ولد في 19 ديسمبر 1917، وتوفي في 24 مارس 2005.